# Familjehemligheter
Familjehemligheter är en svensk dramafilm från 2001, i regi av Kjell-Åke Andersson.

## Handling
Hösten 1978. Hos familjen Bendricks är det inte bara fasaden på huset som håller på att rasa, det verkar vara hela tillvaron. Pappa Bosse är den som verkar märka minst av att hans hustru Mona har börjat träffa en gammal flamma och hur de två tonårsbarnen drabbas av tonårsångest.

## Om filmen
Familjehemligheter är regisserad av Kjell-Åke Andersson. Göran Hallberg står för fotot.

## Musik
Magnum Bonum - "Skateboard"
- Ted Gärdestad - "Oh, vilken härlig da'"
- Ted Gärdestad - "Satellit"
- Tom Robinson Band - "2-4-6-8 Motorway"
- Magnus Uggla - "Hallå"
- Magnus Uggla - "Raggarna"
- Ebba Grön - "Jag hatar söndagar"

## Rollista (i urval)
- Rolf Lassgård - Bosse Bendricks
- Maria Lundqvist - Mona Bendricks
- Erik Johansson - Ola Bendricks
- Emma Engström - Katta Bendricks
- Linus Nord - Morgan Bendricks
- Mats Blomgren - Ove
- Rebecka Östergren - Biggan
- Jennie Harrison - Miriam
- Sissela Kyle - Gun
- Claes Hartelius - Gösta
- David Törnqvist - Anders
- Sam Kessel - Kjell
- Anna Pettersson - Kjells mor
- Magnus Krepper - Kjells far
- Cilla Thorell - Morgans lärare
- Tobias Aspelin - Olas lärare
- Mathias Henrikson - Börje
- Johan Wahlström - Stig
- Gunilla Paulsen - Siv
- Barbro Kollberg - Asta
- Sverrir Gudnason - Bengan
- Duncan Green - Rolf
- Ulrika Malmgren - Eivor
- Jan Åström - Gunnar
- Conny Vakare - Mattias pappa
- Ida Adolfsson - Annika
- Fredrik Sjögren - Flärpen
- David Boati - Affe
- Pierre Vilén - Ronny
- Alexander Pettersson - Tommy
- Malin Gremer - Marie-Louice
- Cornelia Ewaldh Bengans nya tjej
- Josef Cahoon Nya pojken
- Evelina Franzén - Maria